# Natan ha-Babli (Tannait)
R. Natan ha-Babli (Natan der Babylonier – nicht zu verwechseln mit dem gleichnamigen Geschichtsschreiber des 10. Jahrhunderts) war ein jüdischer Gelehrter des Altertums, wird zu den Tannaiten der 4. Generation gezählt und wirkte im zweiten nachchristlichen Jahrhundert.
Er war Zeit- und Amtsgenosse von R. Simeon b. Gamaliel III. und Rabbi Meir.
R. Natan trug den Beinamen ha-Babli, weil er, aus Babylonien stammend, zur Zeit des Rabban Simeon ben Gamaliel II. von dort nach Palästina gekommen war. An dessen Hof hatte er zusammen mit R. Meir wichtige Funktionen inne. Ein gemeinsam mit Meir unternommener Entmachtungsversuch des Patriarchen scheiterte, die beiden wurden von weiteren Sitzungen des Synhedrions ausgeschlossen, bald aber wegen ihrer außerordentlichen Gelehrsamkeit wieder zurückgerufen. Ihre Lehrmeinungen mussten aber fortan anonym tradiert werden (Natan = manche meinen; Meir = andere meinen). Einige Zeit später fand eine Aussöhnung zwischen Natan und dem Patriarchen statt.
R. Natan fand sich oft in Auseinandersetzung mit Jehuda ha-Nasi. Die Abot de Rabbi Natan zugeschriebene Rezension von Abot wird gelegentlich ihm zugeschrieben. Er soll auch der Verfasser der Baraita Mem tet middot sein (Mathematisches und Haggadisches enthaltend). An der Redaktion der Mischna hatte Natan jedenfalls aufgrund der Benutzung seiner Texte durch Jehuda ha-Nasi größeren Anteil.